# Die Schmuddelkinder
Die Schmuddelkinder (Originaltitel: The Garbage Pail Kids Movie) ist ein US-amerikanischer Spielfilm aus dem Jahr 1987. Rod Amateau fungierte als Drehbuchautor, Produzent und Regisseur; es war seine letzte Regiearbeit. Der Film war ein kommerzieller Flop, erhielt sehr negative Kritiken und gilt als einer der schlechtesten Filme aller Zeiten.

## Handlung
Teenager Dodger wird von einer Gruppe Rowdys angegriffen und von einer Gruppe kleinwüchsiger, teils deformierter Kinder gerettet, den „Schmuddelkindern“.
Von dem Ladenbesitzer Manzini erfährt er, dass die Schmuddelkinder in einer Mülltonne versteckt waren, um sie vor möglichen Angriffen der „normalen“ Menschen zu schützen. Nur mit Zauberei könnten sie wieder in die Tonne zurückkehren. Nun in Freiheit, richten die Kinder zunächst Chaos an; später beschließen sie, sich in Verkleidung unter die „normalen“ Menschen zu mischen.
Der Rädelsführer der Rowdys, Juice, nutzt einen passenden Moment, um die Schmuddelkinder zu entführen und in einem Lager für „unnormale“ Personen einzusperren. Hier treffen sie unter anderem auf den Weihnachtsmann, Gandhi und Abraham Lincoln. Manzini und Dodger befreien die Kinder, die nun nicht mehr in ihre Mülltonne zurückkehren wollen und aufbrechen, weitere Abenteuer zu erleben.

## Hintergrund
- Der Film basiert auf der ab etwa 1985 vor allem im englischsprachigen Raum populären Garbage Pail Kids-Sammelkartenserie (deutsch „Die total kaputten Kids“) mit Motiven abnormaler, deformierter, übergewichtiger oder in sonstiger Weise von gängigen Idealen abweichender Kinder, die eine Parodie der Cabbage Patch Kids darstellte.
- Der Film hatte am 22. August 1987 seine US-Kinopremiere. Bei einem Budget von 30 Millionen US-Dollar spielte er lediglich etwa 1,6 Millionen US-Dollar wieder ein.[2]
- Das offene Ende des Films sollte die Grundlage für eine Fernsehserie bilden. Garbage Pail Kids wurde 1988 als Zeichentrickserie realisiert.[3]
- Im deutschen Free-TV wurde der Film am 3. März 2000 auf tm3 zum ersten und bisher einzigen Mal ausgestrahlt.[4]
- In der Family Guy-Episode Brians alte Freundin (Staffel 8) sucht Mayor West in der Videothek nach einer DVD des Films und ist erfreut, eine solche zu finden.
- 2012 gab es Medienberichte über eine geplante Neuverfilmung.[5]

## Kritiken
Die durchweg negative Filmkritik monierte insbesondere unfreiwilligen Humor, schlechte Darsteller und Spezialeffekte. Auf dem Kritikerportal Rotten Tomatoes zählt er mit einer Wertung von null Prozent zu den am schlechtesten bewerteten Filmen.

„Die Fabel über äußere Hässlichkeit und innere Werte ist nichts als eklig. […] Bitte drückt die Gören wieder in die Tonne!“

## Filmpreise
Goldene Himbeere 1988
- Schlechteste Spezialeffekte (Nominierung)
- Schlechtester Song (Nominierung)
- Schlechtester Newcomer (Nominierung für die Garbage Pail Kids)